# Peter Weber (Märtyrer)
Peter Weber (* 28. April 1884 in Groß-Kikinda, Banat, Österreich-Ungarn; † 8. November 1944 in Weißkirchen, Jugoslawien) war ein banatschwäbischer römisch-katholischer Geistlicher und Märtyrer. 

## Leben
Peter Weber studierte Theologie in Temeswar und Budapest und wurde 1907 zum Priester geweiht. Er wirkte in Weißkirchen, Klein-Betschkerek, dann als Feldkaplan, später in Mako und in Kudritz. 1929 wurde er Pfarrer, dann Dechant, in Karlsdorf. Am 4. November wurde er mit anderen nach Weißkirchen vertrieben und dort nach Misshandlungen erschossen.

## Gedenken
Die katholische Kirche hat Peter Weber als Glaubenszeugen in das deutsche Martyrologium des 20. Jahrhunderts aufgenommen.